# Paratropis macca
Paratropis macca (лат.) — вид мигаломорфных пауков рода Paratropis из семейства Paratropididae. Южная Америка: Колумбия (департамент Кундинамарка). Видовое название происходит от прозвища сэра Пола Маккартни, «творческого мотора легендарной группы The Beatles и иконы современной культуры».

## Описание
Длина около 1 см (карапакс 4—5 мм, брюшко около 5—7 мм; хелицеры самки около 2 мм, у самца — 4,5 мм). Тело с вкраплениями частиц почвы; карапакс и ноги красновато-тёмно-коричневые, хелицеры тёмно-коричневые, брюшко серовато-коричневое. Самцы Paratropis macca отличаются от самцов всех других видов рода Paratropis морфологией пальпальной луковицы с заметным субапикальным изгибом (около 120°) на эмболусе. Кроме того, они отличаются от Paratropis celiae Santos, Gomes, Almeida, de Morais & Bertani, 2025 (Бразилия) и Paratropis manauara Santos, Gomes, Almeida, de Morais & Bertani, 2025 (Бразилия) отсутствием субапикального треугольного зубца на эмболусе, а от Paratropis papilligera F. O. Pickard-Cambridge, 1896 (Колумбия, Бразилия) — отсутствием базо-ретролатерального конического отростка на голени передней пары ног I. Самки отличаются от всех других видов Paratropis спиральной морфологией семяприёмников. Для Paratropis macca как у других видов рода характерно наличие нижнего тарзального когтя (ITC, inferior tarsal claw) на ногах передней пары I, двух пар спиннерет (задней срединной PMS, posterior median spinnerets и задней боковой PLS, posterior lateral spinnerets), самцы без голенного апофиза, а пальпальный бульбус с эмболусом относительно прямой, тонкий и очень удлинённый; самки со сперматекальными розетками с многолопастным дном. Брюшко самки Paratropis macca с крупными бугорками; апертуры лёгких выступающие, овальные, склеротизованные; два семяприёмника с широким основанием, спиральной шейкой и двухлопастным основание. Спиннереты самки: PMS длиной 0,4 мм; PLS длиной 2,11 мм, апикальный сегмент дигитиформный. Базальный сегмент PLS разделён на две неравные кутикулярные пластинки.

## Классификация
Вид был впервые описан в 2025 году уругвайскими арахнологами Emilia Tauber, Carlos Perafán и Fernando Pérez-Miles (Sección Entomología, Facultad de Ciencias, Монтевидео, Уругвай). Таксон Paratropis macca отличается от самцов всех других видов рода Paratropis морфологией пальпальной луковицы с заметным субапикальным изгибом (около 120°) на эмболусе.